# John Riley (Schlagzeuger)

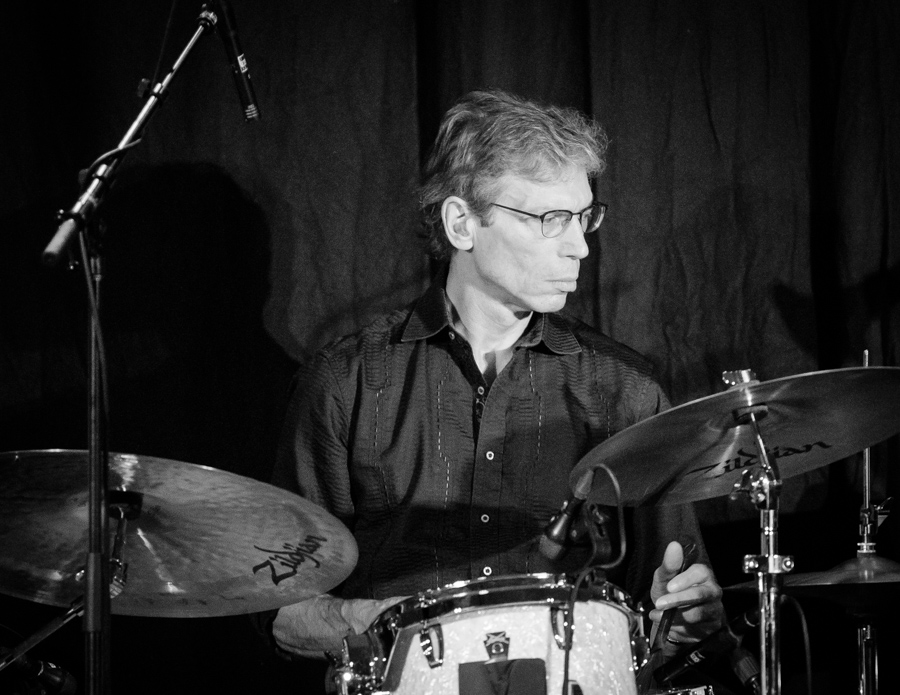
John Riley, 2017

John Bernard Riley (* 11. Juni 1954 in Aberdeen, Maryland) ist ein US-amerikanischer Jazz-Schlagzeuger und Musikpädagoge. Riley spielte mit Musikern des Modern und des Fusion Jazz wie Woody Herman, Stan Getz, Milt Jackson, Miles Davis, Dizzy Gillespie, John Scofield, Kenny Werner, Gary Peacock, Mike Stern, John Patitucci und Bob Berg.

## Leben und Wirken
Riley, dessen Mutter Klavierspielerin war, begann mit 8 Jahren Schlagzeug zu spielen, nachdem er eine Snare Drum geschenkt bekommen hatte. In der vierten Klasse nahm er Privatunterricht bei Thomas Sicola jr. Als Schüler spielte er in Rockbands. Er studierte Musik an der University of North Texas College of Music in Denton (Texas). Währenddessen spielte er mit der von Leon Breeden geleiteten One O’Clock Lab Band den Titel Lab 76 ein, welcher für den Grammy Award „Best Jazz Performance by a Big Band“ nominiert wurde. Seinen Abschluss als Bachelor of music erhielt Riley dort 1975.
Danach arbeitete er mit Milt Jackson (1976–77), Woody Herman (1978) und Rich Boukas (1979–1982). Im Jahr 1985 folgte dann der Abschluss als Master of music an der Manhattan School of Music. Weiterhin arbeitete er bei Joe Lovano (ab 1984) und Bob Mintzer (ab 1986). Seit 1978 spielte er auf europäischen Festivals, seit 1989 auch auf japanischen. Weiterhin arbeitete er mit der Carnegie Hall Jazz Band und der WDR Big Band Köln.
Riley ist gegenwärtig Schlagzeuger beim Vanguard Jazz Orchestra in New York, das aus dem Thad Jones/Mel Lewis Orchestra hervorging. Er verfasste mehrere Bücher über das Schlagzeugspiel.

## Werke

### Bücher

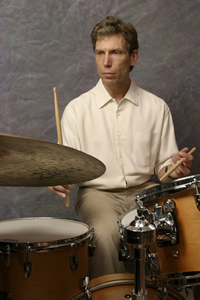
John Riley, 2004

- The Jazz Drummer’s Workshop, Modern Drummer (1. Januar 2005) ISBN 0-634-09114-X
- The Art of Bop Drumming, Alfred Publishing (11. Juli 1994) ISBN 0-89898-890-X
- Beyond Bop Drumming, Alfred Publishing (17. März 1997) ISBN 1-57623-609-9
- Duduka da Fonseca & John Riley, Brazilian Rhythms for Drumset, (Book & CD), Alfred Publishing ISBN 0-7692-0987-4

### Lehr-DVD
- The Master Drummer (DVD), Alfred Publishing (1. April 2009)

### Diskografische Hinweise
- University of North Texas: Lab 76, UNT Jazz Records, 1976 †
- Woody Herman: Chick, Donald, Walter & Woodrow, Century Records, 1978 †
- Mike Metheny: Blue Jay Sessions, Headfirst Records, 1981
- Richard Boukas: Embarcadero, Jazz Essence Records, 1983
- Richard Lacona: Painter of Dreams, Morningside Records, 1984
- Mark Soskin: Overjoyed, JazzCity Records, 1987
- Bob Mintzer: Spectrum, DMP Records, 1987 †
- Red Rodney Quintet: Red Snapper and One For Bird, SteepleChase Records, 1988
- John Hart: One Down, Blue Note, 1990
- Kenny Werner: Uncovered Heart, Sunnyside Records, 1990
- John Scofield: Live Three Ways, Blue Note Video, 1990
- Bob Mintzer: Art of the Big Band, DMP Records, 1991 †
- Miles Davis & Quincy Jones: Miles & Quincy Live at Montreux, Warner Bros. Records, 1991 †
- Bob Mintzer: Only in New York, DMP Records, 1994 †
- Bob Mintzer: Big Band Trane, DMP Records, 1996 †
- Bobby Paunetto: Composer in Public, RSVP Jazz Records, 1996 †
- Claudio Angeleri: Jazz Files, CDPM-Lion Records, 1996
- Lalo Schifrin: Gillespiana, Aleph Records, 1996 †
- Hubert Nuss: The Shimmering Colours of Stained Glass, GreenHouse Records, 1997
- Vanguard Jazz Orchestra: Lickety Split, New World Records, 1997 †
- George Gruntz: Liebermann Live in Berlin, TCB Records, 1999
- Bob Mintzer: Homage to Basie, DMP Records, 2000 ‡
- George Gruntz: Expo Triangle, MGB Records, 2000
- Michael Davis: Brass Nation, Hip-Bone Music, 2000
- Vanguard Jazz Orchestra: Can I Persuade You? Planet Arts Recordings 2001 †
- Eijiro Nakagawa & Jim Pugh: Legend and Lion, Superkids, 2003
- Vanguard Jazz Orchestra: The Way, Planet Arts Records, 2004 ‡
- Hubert Nuss: Feed the Birds, Pirouet, 2005
- Vanguard Jazz Orchestra: Up from the Skies, Planet Arts Records, 2006 †
- Vanguard Jazz Orchestra: Monday Night Live at the Village Vanguard, Planet Arts Records, 2008 ‡

† Grammy-Nominierung
‡ Grammy-Award

## Lexigraphische Einträge
- Leonard Feather, Ira Gitler: The Biographical Encyclopedia of Jazz. Oxford University Press, New York 1999, ISBN 0-19-532000-X.